# Karl K. Bechtold
Pour les articles homonymes, voir Bechtold.
Karl K. Bechtold est un avocat, officier de marine et homme politique américain, né le 9 juillet 1910 et mort le 13 juin 1970.

## Biographie
Fils de Charles B. Bechtold et de Kate Kondolf, il fréquente Choate Rosemary Hall, sort diplômé B.A. de l'université Yale (1933) et LL.B. de la faculté de droit de Yale (1937).
Bechtold est membre du Sénat de l'État de New York (46e D.) de 1939 à 1942, siégeant aux 162e et 163e législatures de l'État de New York. Le 29 août 1942, il épouse Catherine (Haight) Fowler, fille du juge Thomas Griffith Haight (en) (1879-1942).
En 1942, Bechtold rejoint la marine américaine et devient finalement capitaine de corvette.